# Uli Kirsch
Uli Kirsch (* 1978 in Fulda) ist ein deutscher Schauspieler, Tänzer und Choreograph.
Uli Kirsch stand schon in seiner Jugend als Akrobat und Jongleur auf der Bühne und gastierte in aller Welt. 1994 und 1996 führten ihn seine Shows nach England und in die USA, wo er jeweils mit dem Titel „Weltmeister im Einradfahren“ ausgezeichnet wurde. 1998 wurde er Sieger im Einrad-Freestyle-Wettbewerb. 1999 begann Uli Kirsch seine Ausbildung an der Bayerischen Theaterakademie August Everding in München, die er 2003 mit Diplom abschloss. 2006 wurde Uli Kirsch international bekannt durch seine Rolle des „Cherubim“ (eine stumme, von Regisseur Claus Guth erfundene Figur – ein „anarchischer Virus des Eros“) in Die Hochzeit des Figaro bei den Salzburger Festspielen.

## Choreographien (Auswahl)
- Uppsala Stadsteater (Georges Bizet: Carmen)
- Staatsoper im Schiller Theater (Emmanuel Nunes: La Douce)
- Mozartwoche (Christoph Willibald Gluck: Orfeo ed Euridice)
- Salzburger Festspiele (Überflüssig)
- Theater Basel (Koffer Kunst)
- theater … und so fort (taub, stumm und Bild)
- Yehudi Menuhin Live Music Now (Mary Poppins)

## Theater(Auswahl)
- Uppsala Stadsteater (Georges Bizet: Carmen, Regie: Anna Bergmann)
- Landestheater Niederbayern (Jean-Philippe Rameau: Platée, Choreographie: Jonathan Lunn, Amir Hosseinpour)
- Staatsoper im Schiller Theater (Emmanuel Nunes: La Douce, Regie: Anna Bergmann)
- Salzburger Festspiele (Thomas Adès: The Exterminating Angel, musikalische Leitung: Thomas Adès)
- Opéra national de Lorraine (Christoph Willibald Gluck: Orfeo ed Euridice, Regie: Ivan Alexandre)
- Four Seasons Centre (Wolfgang Amadeus Mozart: Le nozze di Figaro, Regie: Claus Guth)
- Deutsche Oper Berlin (Giacomo Puccini: La rondine, Regie: Rolando Villazón)
- Deutsche Oper Berlin (Camille Saint-Saëns: Samson et Dalila, Regie: Patrick Kinmonth)
- Komische Oper Berlin (Philip Glass: Les enfants terribles, Regie: Felix Seiler)
- Staatsoper im Schiller Theater (Helmut Oehring: AscheMOND oder The Fairy Queen, Regie: Claus Guth)
- Mozartwoche (Christoph Willibald Gluck: Orfeo ed Euridice, musikalische Leitung: Marc Minkowski)
- Landestheater Niederbayern (Sergei Prokofjew: Cinderella, Choreographie: Jonathan Lunn, Amir Hosseinpour)
- Theater an der Wien (Ambroise Thomas: Hamlet, Regie: Olivier Py)
- Staatsoper im Schiller Theater (Wolfgang Rihm: Dionysos, Regie: Pierre Audi)
- Volksbühne Berlin (Olivier Py: Die Sonne, Regie: Olivier Py)

## Film(Auswahl)
- nicht ganz sauber (Kurzfilm, Regie: Rainer Niermann)
- Wake Up (Kurzfilm, Regie: Jakob Krechtler)
- Brat (Kurzfilm, Regie: Xavier Baeyens)
- Eine Dose Pfirsiche (Kurzfilm, Regie: Tobias Focke)
- Lemon (Kurzfilm, Regie Övünç Güvenışık)
- Zebrarot (Kurzfilm, Regie: Sandra Semmler)
- Herzblut (Kurzfilm, Regie: Christoph Rasche)